# Zračnoprevozni center (ZDA)
Zračnoprevozni center (izvirno angleško Airborne Center) je bilo poveljstvo Kopenske vojske Združenih držav Amerike.

## Zgodovina
Center je bil ustanovljen 1. marca 1944 s preoblikovanjem Zračnoprevoznega poveljstva in zadolžen za urjenje vseh dodeljenih zračnoprevoznih enot. Prav tako je opravljal povezovalno vlogo med Troop Carrier Command, AAF in AGF. 
Pozneje so iz centra izločili Padalsko šolo, ki so jo dodelili Nadomestnemu in šolskemu poveljstvu.